# Биргер Јарл
Биргер Јарл (1210. — 21. октобра 1266, Весетрготланд) је био јарл Шведске, тј. de facto краљ Шведске (1248—1266) и зет шведског краља Ерика XI. Био је из породице Фолкунга и основао је династију Бјалбо, која се угасила тек 1384. године

## De factoкраљ Шведске
Године 1238. Биргер је оженио Ингеборг, сестру неспособног, хромог и муцавог шведског краља Ерика XI.
Године 1240. Биргер је повео крсташки рат против Финске и Неве, тежећи да освоји њено ушће и завлада балтичком трговином с Русијом, такмичећи се с Немцима у тим освајањима. Док су Финци поражени и покрштени, на Неви је ситуација била другачија. Ту су Шведске освајачке тежње наишле на одлучан отпор Карелаца и Руса. 15. јула 1240. године Швеђане је на Неви потпуно разбио новгородски кнез Александар, који је за то добио надимак Невски и тако је задуго од области Новгорода удаљио Швеђане.

## Краљ Шведске
После Ерикове смрти 1250. године за краља је био изабран Биргеров син Валдемар, али је власт фактички и даље остала у рукама Биргера. У време његове владе Шведска је ступила у тешње везе с Данском и Немачком. Немачки досељеници су припомогли да се у Шведској развије рударство (тамо је одавно копан бакар и гвожђе). Биргер је закључио трговачки уговор с Либеком и развијао је трговину са Новгородом.

## Реформе
За време Биргерове владавине односи учинили су велики корак напред. Знатан део сељаштва лишен је земљишне својине и пао у зависност крупних земљопоседника, и духовних и световних. Та је зависност појачавана због тога што су краљеви обилато делили имунитетна права. Војна служба је све више поверавана ритерима; сељаштво је већ морало да даје краљу низ натуралних дажбина и обавеза. Продирање феудалних односа и установа у Шведску било је делом у вези с немачким утицајем.
Донео је нове законе који су штитили права жена и удвостручио је казне за злочине против цркве и злочине против краљевих саветника.

## Градови
Тада су почели у Шведској да ничу градови. Трговина је почела да игра све већу улогу у животу земље. Али се трговина, углавном, налазила у рукама Немаца и Данаца, од којих се састојао и већи део горњег слоја градског становништва. Шведска је била чисто аграрна земља, и градови у њој нису играли крупну улогу.
Године 1252. Биргер је основао своју нову престолницу Стокхолм.